# فرد ام. وینسون
فرد ام. وینسون با نام کامل فردیک موری وینسون (به انگلیسی:Frederick Moore Vinson) یک قاضی اهل ایالات متحده که از ۲۴ ژوئن ۱۹۴۶تا زمان مرگش ۸ سپتامبر۱۹۵۳ به عنوان سیزدهمین قاضی ارشد ایالات متحده مشغول به کار بود.وی توسط هری ترومن نامزد این پست شد و از کنگره ایالات متحده آمریکا رای گرفت .وینسون به مدت ۷ سال و ۷۶ روز در این پست فعالیت کرد.